# Walter van Wijk
Walter Emile van Wijk (Amsterdam, 23 januari 1887 - Arnhem, 14 november 1961) was een Nederlands wiskundige, natuurkundige en wetenschapshistoricus. Van Wijk was ook een pionier op het gebied van club- en buurthuiswerk in Nederland. Hij was de eerste directeur van het Instituut voor de Rijpere Jeugd in Rotterdam. Daarnaast was hij ook privaatdocent chronologie in Leiden. Zijn onderzoekgebied was astronomische chronologie en technische tijdrekenkunde. 

## Leven en werk
Van Wijk werd in 1887 te Amsterdam geboren als zoon van de assuradeur Wouter van Wijk en Emilie Hunziker. Hij studeerde wis-, natuur- en scheikunde aan de Universiteit Leiden en promoveerde in 1920 aldaar op een proefschrift over Amiden van zuren der suikergroep. Al tijdens zijn studietijd was Van Wijk in aanraking gekomen met het werk van het Leidse Volkshuis onder leiding van Emilie Knappert. In zijn studietijd en in de periode dat hij leraar scheikunde aan de HBS was, deed hij vrijwilligerswerk in het Volkshuis. Hij organiseerde diverse educatieve en recreatieve activiteiten voor jongens vanuit het Volkshuis. Gaandeweg raakte hij teleurgesteld in het Volkshuis, omdat de grote groep van fabrieksjeugd, door hem meerderheidsjongens genoemd, niet werd bereikt. Zijn ideeën hierover publiceerde hij in 1917 in een artikel "Het werk onder fabrieksjongens" in School en Leven. In 1920 werd hij benoemd tot directeur van het Instituut voor de Rijpere Jeugd in Rotterdam, waar hij zijn ideeën kon verwezenlijken. In 1922 werd het Rotterdamse clubhuis "De Arend" geopend, dat zich richtte op de groep van de werkende jongens in de stad. Het clubhuis "De Arend" bleek in een behoefte te voorzien. Het gebouw was zeven avonden per week geopend en trok direct in de eerste twee jaar al zo'n tweeduizend deelnemers. Van Wijk zou tot 1933 de leiding over dit Rotterdamse jeugdwerk hebben. Hij bleef tegelijkertijd ook actief in de wetenschap. In 1924 werd hij in Leiden aangesteld tot privaatdocent in de mathematische en technische tijdrekenkunde aan de universiteit, een functie die hij uitoefende naast zijn directeurschap van het Rotterdamse clubhuiswerk. In 1933 werd hij benoemd tot directeur van het Gemeentelijke Onderwijs Museum en de Schoolbioscoop in Den Haag en van 1938 tot 1953 was hij directeur van het Collège néerlandais in de Cité Universitaire te Parijs. Van 1950 tot 1953 was hij correspondent van de Koninklijke Nederlandse Akademie van Wetenschappen. Na zijn terugkeer naar Nederland werd hij in 1954 opnieuw privaatdocent in de tijdrekenkunde te Leiden.
Van Wijk trouwde op 18 april 1916 te Zoeterwoude met Alida Wilhelmina Weijdung. Hij overleed in november 1961 op 74-jarige leeftijd in Arnhem. Hij werd begraven in zijn woonplaats Barchem. Wouter van Wijk, socioloog en historicus en hoofdredacteur van Het Vaderland, was een zoon van hem.

## Publicaties
- Amiden van zuren der suikergroep. Bĳdrage tot de kennis van het verband tusschen optische activiteit en configuratie, Leiden, Univ., Diss., 1920
- De ontwikkeling der tijdrekenkunde van hulpvak tot zelfstandige wetenschap, inhoud van een openbare les uitgesproken bij de aanvaarding zijner werkzaamheid als privaat-docent voor de mathematische en technische tijdrekenkunde aan de Universiteit te Leiden op Woensdag 8 October 1924, Rotterdam: W.L. & J. Brusse,1924
- De gregoriaansche kalender : een technisch-tijdrekenkundige studie, Maastricht: A.A.M. Stols, 1932[5]
- Le nombre d'or : étude de chronologie technique suivie du texte de la Massa compoti d'Alexandre de Villedieu (c.1170-1250), La Haye: Nijhoff, 1936
- Decimal tables for the reduction of Hindu dates from the data of the Sūrya-Siddhānta, The Hague: Nijhoff, 1938
- De late Paasch van 1943; eene populaire verhandeling over de bepaling van den datum van het paaschfeest. 's-Gravenhage: A.A.M. Stols, 1943
- New and decimal tables for the reduction of Jewish dates, The Hague: A.A.M. Stols, 1947
- 'Le comput emendé de Reinherus de Paderborn (1171): publiée d'après le MS B.P.L. 191-E de la bibliothèque de l'université de Leiden', Verhandelingen / Koninklijke Nederlandse Akademie van Wetenschappen, Afd. Letterkunde ; N.R., 57,3, Amsterdam: Noord-Hollandsche Uitgevers Maatschappij, 1951
- 'A late 12th century table for the intervallum minor', Mededelingen / Koninklijke Nederlandse Akademie van Wetenschappen, Afd. Letterkunde; N.R. 15,7, Amsterdam, Noord-Hollandsche Uitgevers Maatschappij, 1952
- Het eerste leerboek der technische tijdrekenkunde (Scaliger's isagogici chronologiae canones (1606), Openbare les, gegeven bij de aanvaarding der werkzaamheid als privaatdocent voor de tijdrekenkunde aan de universiteit te Leiden, 's-Gravenhage, [1954]
- Onze kalender, Wereld-Bibliotheek, Amsterdam, Antwerpen, 1955